# Джагди
Джагди (на руски: Джагды) е планински хребет в Далечния Изток, най-източното звено от планинската верига Янкан – Тукурингра – Соктахан – Джагди.
Разположен е в североизточната част на Амурска област и западната част на Хабаровски край, Русия.
Максимална височина 1604 метра (53°57′46″ с. ш. 130°15′43″ и. д. / 53.962778° с. ш. 130.261944° и. д.).

## Тохографска карта
- Топографска карта N-52; М 1:1 000 000[2]